# Alessandro Bettoni Cazzago

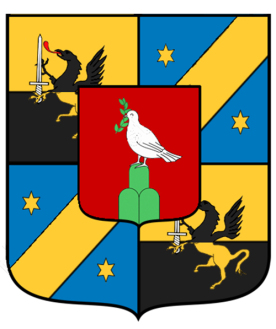
Stemma Bettoni

Alessandro Bettoni Cazzago (Brescia, 7 novembre 1892 – Roma, 28 aprile 1951) è stato un militare italiano, militare di carriera partecipò ai giochi olimpici di Amsterdam 1928 e di Londra 1948. Era l'atleta italiano che vantava il maggior numero di partecipazioni a concorsi ippici internazionali e nazionali.

## Biografia
Alessandro Bettoni conte Cazzago nacque in una nobile famiglia bresciana, figlio del senatore Federico. Compì gli studi classici presso il reale collegio Carlo Alberto di Moncalieri.
Abbracciata la carriera militare, entrò come volontario nell'arma di cavalleria. Capitano nella grande guerra, combatté sul Carso e fu decorato della medaglia d'argento al valor militare e di due medaglie di bronzo. Nel 1920 diventò effettivo presso il 3º Reggimento "Savoia Cavalleria" divenendone, nel 1942, comandante con il grado di colonnello. Partecipò alla campagna di Russia con il CSIR e il 24 agosto 1942 comandò la Carica di Isbuscenskij contro reparti di fanteria sovietici. L'azione passò alla storia della cavalleria mondiale come l'ultima carica effettuata contro reparti regolari e per tale gesto fu nuovamente decorato della medaglia d'argento al valor militare e della croce dell'Ordine militare di Savoia.
Dopo l'8 settembre 1943 aderì alla Resistenza bresciana al nazifascismo partecipando alla costituzione della formazione partigiana delle Brigate fiamme verdi. Sospettato dai fascisti, entrò in clandestinità ma il 22 agosto del 1944 fu arrestato e internato a Lumezzane. Nell'aprile del 1945 fu comandante militare di Brescia impedendo arbitrarie uccisioni fra le parti in conflitto e inoltre fu delegato del Corpo volontari della libertà presso il Comando Alleato.
Rientrato fra i ranghi dell'esercito ne fu allontanato nel 1947 in quanto, fedele alla monarchia, si rifiutò di prestare giuramento di fedeltà alla Repubblica italiana e inviò al re Umberto II di Savoia, in esilio in Portogallo, lo stendardo del 3º Reggimento "Savoia Cavalleria" con tutte le sue decorazioni, inclusa la medaglia d'oro al valor militare.
Morì a Roma nel 1951 poche ore dopo aver partecipato al concorso ippico, a lui dedicato, in piazza di Siena.

## Carriera sportiva
Atleta ippico, partecipò negli anni '30 a oltre 65 concorsi internazionali ippici e 141 nazionali. Vinse il Concorso ippico internazionale "Piazza di Siena" a Roma nel 1929 e nel 1940, partecipò alle Olimpiadi di Amsterdam del 1928 (Equitazione Salto ostacoli individuale) ed alle Olimpiadi di Londra del 1948. Tra il 1929 e il 1939 conquistò 384 premi, 253 coppe e 62 trofei.